# شهرک شهید رجایی (چالوس)
شهرک شهید رجایی یک منطقهٔ مسکونی در ایران است که در بخش مرکزی شهرستان چالوس در استان مازندران واقع شده‌است.

## جمعیت
این شهرک در دهستان کلارستاق غربی قرار دارد و براساس سرشماری مرکز آمار ایران در سال ۱۳۸۵، جمعیت آن ۴۶۰ نفر (۱۲۷ خانوار) بوده‌است.